# Lago Açu
O Lago Açu é um lago existente no município de Conceição do Lago Açu, na Baixada Maranhense, a 352 km de São Luís.
A Baixada Maranhense é uma região formada por um relevo plano ou suavemente ondulado, com áreas rebaixadas que são inundadas no período chuvoso, além de diversos lagos formados pela atuação dos baixos cursos dos rios Grajaú, Pindaré, Mearim e Pericumã (lagos de inundação).
Classificado como um lago de várzea, ele é formado pela inundação provocada pelo rio Grajaú, integrante da bacia do Mearim. A cheia ocorre entre os meses de janeiro a junho, inundando uma grande área ao seu redor. Diversas lagoas estão interligados a ele, como a da Carnaúba, o lago Verde, Abordo, Pirapemas e outras lagoinhas, sendo unificados com a expansão das águas do lago no período chuvoso, formando assim um grandioso corpo hídrico. 
Ocupando um território de 253 km² durante o período das cheias, o Lago Açu é um importante ecossistema, sendo berçário para diversas espécies de peixes e crustáceos dentro da Área de Proteção da Baixada Maranhense e da Área de Proteção Nacional da Amazônia Legal. 
É um dos maiores centros pesqueiros do Maranhão, respondendo por aproximadamente 6% da produção anual de peixes de todo o estado, chegando a atingir a marca de 17 toneladas por dia nos períodos de maior produtividade (2010). Conceição do Lago Açu é o maior produtor de camarão de água doce do estado. Entre os peixes estão: branquinha, curimatá, surubim, traíra e piranha. Tais valores, no entanto, têm sido reduzidos em razão da pesca predatória.